# Бугаев, Виктор Антонович
Виктор Антонович Бугаев (1908—1974) — советский геофизик, метеоролог, директор Главного гидрометеорологического научно-исследовательского центра (Гидрометцентра) СССР. Профессор, академик АН Узбекской ССР.

## Биография
Родился 6 августа 1908 года в Смоленске. Член ВКП(б) с 1945 года. Окончил физико-математический факультет СГУ (1930). Доктор географических наук (1961). Профессор (1973), заведующий кафедрой метеорологии и климатологии (1973—1974) географического факультета. Директор Центрального института прогнозов (1959). Директор Гидрометцентра СССР (1959—1973).
Директор (1952—1957) Института математики АН Узбекской ССР. Академик АН УзССР (1966). Член коллегии Главного управления Гидрометслужбы. Почётный член Американского метеорологического общества (1972). Главный редактор журнала «Метеорология и гидрология» (1962—1974).
Исследовал физическую и динамическую климатологию Средней Азии и Казахстана.
Возглавил аэрометеорологический отряд Третьей Советской Антарктической экспедиции 1957 года.
Член Всемирной метеорологической организации. По его предложению была создана всемирная служба погоды..
Умер 2 апреля 1974 года. Похоронен в Москве на Востряковском кладбище (участок № 19).

## Преподавание
В 1973—1974 гг. профессор В. А. Бугаев — заведующий кафедрой метеорологии и климатологии МГУ.

## Из библиографии
Более 150 научных трудов, главные из которых — 
- Климат Средней Азии и Казахстана  / проф. В. А. Бугаев ; Акад. наук Узб. ССР. Совет науч. пропаганды. - Ташкент : изд-во и тип. Изд-ва АН УзССР, 1946. - 24 с.
- Метод барической топографии / В. А. Бугаев. - Москва ; Ленинград : изд-во и 1-я типолит. Гидрометеоиздата, 1947 (Москва). - 211 с., 3 л. черт. : черт.
- Техника синоптического анализа и прогноза / В. А. Бугаев. - Ленинград : изд-во и 2-я типолитогр. Гидрометеоиздата, 1947. - 280 с., 12 л. граф. : ил., граф.
- Синоптические процессы Средней Азии / В. А. Бугаев, В. А. Джорджио, Е. М. Козик и др. ; Акад. наук Узбек. ССР. Ин-т математики и механики им. В. И. Романовского. - Ташкент : Изд-во Акад. наук УзССР, 1957. - 477 с., 2 л. табл., карт. : черт., карт.

### Справочники и руководства под его ред.
- Руководство по краткосрочным прогнозам погоды / [Ред. коллегия: д-р геогр. наук проф. В. А. Бугаев (пред.) и др.] ; Глав. упр. гидрометеорол. службы при Совете Министров СССР. Центр. ин-т прогнозов. - 2-е изд. (перераб. и доп.). - Ленинград : Гидрометеоиздат, 1964-1966. - 5 т.
  - Ч. 1. - 1964. - 519 с. : ил., карт.
  - Ч. 2. - 1965. - 492 с., 2 л. граф. : ил., карт.
  - Ч. 3, вып. 2: Европейская территория СССР и Закавказье. Ч. 3, вып. 2. - 1965. - 234 с. : черт., карт.
  - Ч. 3, вып. 3: Атмосферные процессы Средней Азии, Казахстана и Западной Сибири. Ч. 3, вып. 3. - 1966. - 275 с. : карт., черт.
  - Ч. 3, вып. 4: Синоптические процессы и прогноз погоды в восточных районах СССР. Ч. 3, вып. 4 / Авт. О. К. Ильинский. - 1965. - 213 с. : черт., карт.

### Научно-популярные выступления
- Погода и её предсказание : Стенограмма публичной лекции ... / лауреат Сталинской премии канд. физ.-мат. наук В. А. Бугаев ; Всесоюз. о-во по распространению полит. и науч. знаний. - Москва : [Правда], 1950. - 31 с. : схем., карт.
- Явления природы и суеверия / Д-р геогр. наук В. А. Бугаев, А. Л. Кац. - Москва : Знание, 1965. - 46 с.; 22 см. - (Новое в жизни, науке, технике. 12 серия. Естествознание и религия).
- Погода, климат и их изменения / Акад. В. А. Бугаев, д-р геогр. наук А. Л. Кац. - Москва : Знание, 1966. - 48 с.; 21 см. - (Новое в жизни, науке, технике. 12 серия. Естествознание и религия; 8).

## Награды и премии
- Сталинская премия третьей степени (1948) — за разработку и внедрение в практику новых методов составления краткосрочных и долгосрочных прогнозов погоды
- Государственная премия СССР (1971) — за «Атлас Антарктики» в 2 томах (1966, 1969)

## Память
В честь В. А. Бугаева названа подлёдная долина в Антарктиде (Земля Эндерби, 67°30′ ю.ш., 51°56′ в.д., открыта в 1968 г. Советской Антарктической экспедицией, название присвоено в 1975 г.).